# Antonio Manrique Valencia
Antonio Manrique Valencia (1519 – 19 de dezembro de 1577) foi um prelado católico romano que serviu como bispo de Pamplona (1575–1577).

## Biografia
Antonio Manrique Valencia nasceu em 1519 em Zamora, Espanha. No dia 28 de fevereiro de 1575, foi nomeado Bispo de Pamplona durante o papado de Gregório XIII. A 26 de junho de 1575, foi consagrado bispo por Juan Quiñones Guzman, bispo de Calahorra y La Calzada, com Pedro del Frago Garcés, bispo de Jaca, e Alfonso Merchante de Valeria, bispo titular de Sidon, servindo como co-consagradores. Serviu como Bispo de Pamplona até à sua morte a 19 de dezembro de 1577.